# Vinterafton vid Roslagstull, Stockholm
Vinterafton vid Roslagstull, Stockholm är en oljemålning av den svenske konstnären Karl Nordström från 1897–1900. Målningen ingår i Göteborgs konstmuseums samlingar. 
Nordström blev jämte Eugène Jansson känd för sina målningar av det blå skymningsljuset. Nordström växte upp på Tjörn i Bohuslän men flyttade senare till Stockholm. Åren runt sekelskiftet bodde Nordström vid Roslagstull i Stockholms norra utkanter. I målningens bakgrund tornar Ruddamsbergets mörka bergknallar upp sig med epidemisjukhuset. I förgrunden syns Lilla Ingemarshof. Nordströms målning visar betraktaren gränsen mellan stad och land, men också i en mer ödesmättad mening mellan civilisation och vild natur.